# Fowtbolayin Akowmb Leṙnayin Arc'ax
Il Lernayin Artsakh, precedentemente noto come Karabakh Stepanakert è un club di calcio armeno, con sede a Goris nella provincia di Syunik, militante nella Araǰin Xowmb.
Fondata nel 1927 e rifondata diverse volte, ha legato principalmente il suo nome al campionato armeno di calcio ed a quello della repubblica dell'Artsakh, risultando precedentemente una delle maggiori realtà calcistiche di quest'ultima, con tre campionati conquistati.

## Storia

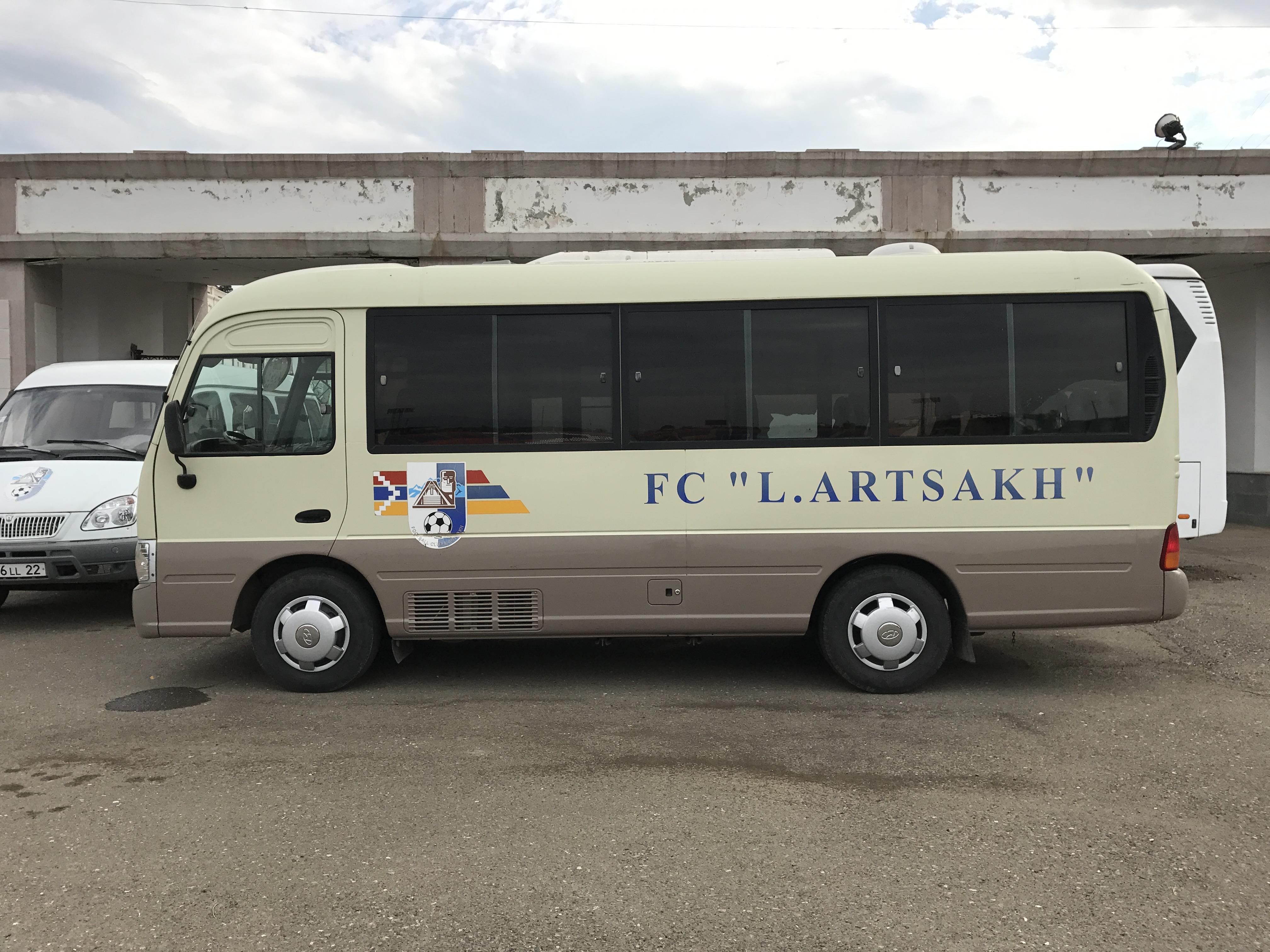
Il pulmino del Lernayin Artsakh Stepanakert

Fondato nel 1990, a causa della prima guerra del Nagorno Karabakh, tra il 1992 ed il 1995 non fu in condizione di disputare partite. Nel 1995 si trasferì nella capitale dell'Armenia, Erevan, e fino al 2006 partecipò con alterne fortune ai campionati armeni.
Nel 2009 ha partecipato al campionato del Nagorno Karabakh non essendo stato in condizione per problemi finanziari di partecipare alla First League armena
Dopo un periodo di vicissitudini societarie che l'hanno relegata a livello di squadra amatoriale, nel 2018 si è iscritta alla prima edizione del Artsakhi futbolayin liga, il campionato di calcio della repubblica di Artsakh. Nel 2019, dopo aver inizialmente partecipato al campionato dell'Artsakh, torna nuovamente a giocare nella seconda divisione armena.

## Palmarès

### Competizioni nazionali
- Campionato d'Artsakh: 3

2004, 2009, 2018
- Artsakh Cup: 1

2018
- Araǰin Xowmb: 1

2021-2022

### Altri piazzamenti
- Araǰin Xowmb:

Secondo posto: 2000, 2004, 2006